# Günter Grasner
Günter Erwin Grasner, bis 1940 Günter Erwin Murawski (geboren am 12. April 1909 in Graudenz; gestorben am 30. April 2000 in Neuss), war ein deutscher Kriminalpolizist. Von 1964 bis 1969 leitete er das Landeskriminalamt Nordrhein-Westfalen. Grasner war an nationalsozialistischen Gewaltverbrechen beteiligt.

## Leben
Grasner trat nach dem Abitur, das er 1929 in Kiel bestand, als Offiziersanwärter in die Preußische Schutzpolizei ein. Nach der Machtübertragung an die Nationalsozialisten trat er zum 1. Mai 1933 der NSDAP bei (Mitgliedsnummer 2.958.177). Seit 1932 bei der Kriminalpolizei, absolvierte er 1934/1935 den Kriminalkommissar-Anwärter-Lehrgang in Berlin-Charlottenburg. Ab Mai 1935 war Grasner als Kriminalkommissar Dienststellenleiter im Einbruchs- und Morddezernat in Kassel. Zwischen November 1936 und Februar 1938 leitete er eine Kriminalgruppe für die Bekämpfung von Eigentumsdelikten bei der Kriminalpolizeileitstelle Berlin. Anschließend übernahm er den Erkennungsdienst bei der Kriminalpolizei in Kassel. Zwischen Oktober 1940 und Januar 1941 lehrte Grasner Kriminalistik an der Grenzpolizeischule Pretsch.
Während des Zweiten Weltkriegs wurde Grasner im Februar 1941 zur Geheimen Feldpolizei (GFP) abgeordnet; ab März 1941 gehörte er zur GFP-Gruppe 530 mit Standort in Brüssel. Im Februar 1942 wechselte er zur GFP-Gruppe 711, die – der Sicherungsdivision 444 unterstellt – in der Ukraine und im Süden Russlands operierte. Im Dezember 1942 wurde Grasner mit dem Kriegsverdienstkreuz 2. Klasse mit Schwertern ausgezeichnet. Ab September 1944 war er Einheitsführer bei der GFP-Gruppe 626 beim Stab der 1. Panzerarmee.
Bei Kriegsende wurde Grasner von der Roten Armee gefangen genommen und von Juni 1945 bis November 1947 in einem Kriegsgefangenenlager bei Stalingrad festgehalten. In der Gefangenschaft erlitt er eine schwere Kopfverletzung. Grasners Entnazifizierungsverfahren wurde im April 1948 auf Grund einer Amnestie eingestellt.
Grasner gehörte zum Personenkreis der sogenannten 131er, die bei Besetzung von Stellen im öffentlichen Dienst zu bevorzugen waren. Im Dezember 1951 wurde er als Kriminalpolizeiinspektor beim Landeskriminalamt Nordrhein-Westfalen eingestellt und war im zentralen Erkennungsdienst tätig. Nach der Beförderung zum Kriminaloberkommissar wechselte er im September 1953 in die für Polizeifragen zuständige Abteilung des Landesinnenministeriums. Im Juli 1956 wurde er als Kriminalrat stellvertretender Leiter der Düsseldorfer Kriminalpolizei; im Juli 1961 übernahm er die Leitung der Kriminalpolizei in Recklinghausen. Im Juni 1964 wurde er zum Direktor des Landeskriminalamtes ernannt, das er bis zu seiner Pensionierung im September 1969 leitete.
Laut einem im Dezember 2019 veröffentlichten Gutachten des Historikers Martin Hölzl war Grasner ebenso wie seine drei Amtsvorgänger Friedrich Karst, Friederich D’heil und Oskar Wenzky an nationalsozialistischen Gewaltverbrechen beteiligt. Hölzl verweist auf Grasners Zugehörigkeit zur Geheimen Feldpolizei, die von der Geschichtswissenschaft als „Gestapo der Wehrmacht“ charakterisiert wird. Aus Einsatzberichten der GFP-Gruppe in Belgien ergibt sich, dass die Einheit unter anderem Mitglieder des Widerstandes, Deserteure, geflohene Kriegsgefangene und der Spionage Verdächtigte verhaftete. Belgische Behörden schrieben nach Kriegsende das Führungspersonal der GFP-Gruppe, darunter Grasner, international zur Fahndung aus. Vorgeworfen wurden Mord, Folter und Deportation von Zivilisten, Inhaftierung unter unmenschlichen Bedingungen sowie die Beschlagnahme von Eigentum. Die belgischen Ermittlungen gegen Grasner wurden im Dezember 1947 beendet, da sich keine konkreten Belastungen ergeben hatten.
In der Sowjetunion diente die GFP vor allem als Instrument der Partisanenbekämpfung; sie war an der Folterung und massenhaften Erschießung von Partisanen, Kommissaren, Juden und Verdächtigen beteiligt. Ein bloßer Verdacht reichte aus, um sofort erschossen zu werden. Laut einer Meldung vom November 1942 erschoss die GFP-Gruppe, zu der Grasner gehörte, sechs von sieben Personen, die sie zuvor festgenommen hatten.
Grasner stellte nach Kriegsende „seine bisherige Berufslaufbahn als permanenten Widerstand gegen den Nationalsozialismus dar“. Sein Antrag auf Wiedergutmachung wurde im Dezember 1955 abgelehnt, da er NSDAP-Mitglied gewesen war und weil sich seine Behauptung, seine Beförderung sei aus politischen Gründen unterblieben, als unzutreffend herausgestellt hatte.